# Puebla de Almenara
Puebla de Almenara es un municipio y localidad de España, en la provincia de Cuenca, comunidad autónoma de Castilla-La Mancha. Tiene un área de 37,72 km² con una población de 312 habitantes (INE 2024) y una densidad de 9,31 hab./km²

## Geografía

### Localidades limítrofes

Término municipal de Puebla de Almenara en la provincia de Cuenca.

| Noroeste: Almendros             | Norte: Almonacid del Marquesado | Noreste: Almonacid del Marquesado                     |
| Oeste: Villamayor de Santiago   |                                 | Este: Almonacid del Marquesado y Villarejo de Fuentes |
| Suroeste Villamayor de Santiago | Sur: Hontanaya                  | Sureste: Villarejo de Fuentes                         |

### Relieve y geología
El Relieve de Puebla de Almenara esta caracterizado por dos alineaciones montañosas mesozoicas con direcciones Norte-Sur y Noroeste-Sureste, y la depresión de Tresjuncos-Puebla de Almenara que queda entre ellas rellena de materiales terciarios.

Estas alineaciones son la Sierra de Almenara, Jarameña o Jabalameña y la alineación Almonacid del Marquesado-Fuentelespino de
Haro.
Sierra de Almenara
La sierra de Almenara es una prolongación meridional de la sierra de Altomira de dirección N-S y de anchura máxima 6 km. La altura máxima se alcanza en el cerro de la Cruz, 1054 m y destaca el cerro Mojón, donde se asienta el castillo de Puebla de Almenara

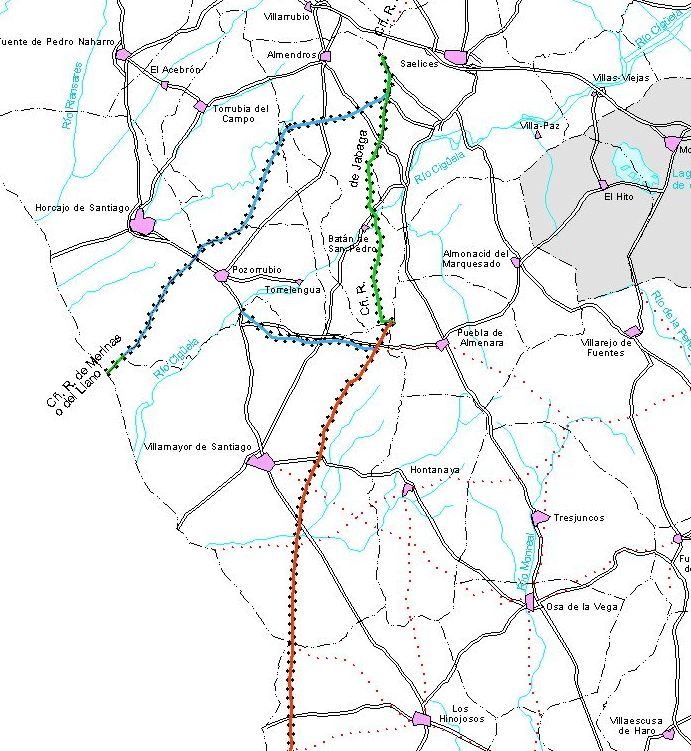
Cañadas y Veredas que recorren el término municipal de Puebla de Almenara según el ministerio de Agricultura

con 1000 m.
Se distinguen dos cabalgamientos principales que separan tres escamas mayores. Estos cabalgamientos tienen una estructura mesozoica de características similares a la del sistema Ibérico.
Existen ciertas anomalías que se interpretan como cabalgamientos fuera de secuencia, esquirla Jurásica del cerro de la Cruz o como estructuras impuestas por despegues parciales dentro de la serie.
Al sur de Hontanaya la alineación de la sierra de Almenara cambia de orientación adquiriendo una orientación NNO-SSE

La sierra de Almenara es recorrida en su vertiente oeste en dirección norte sur por la cañada real de Jábaga, a la que se une un cordel que entra en el pueblo por el pozo de la Mina y sube por la actual calle San Juan.
Alineación Almonacid - Fuentelespino
Tiene una dirección NNO-SSE, y es un afloramiento mesozoico continuo pero dividido en dos unidades, el cabalgamiento de Almonacid cabalgante sobre la depresión Tresjuncos-Puebla de Almenara y un segmento suroccidental estructuralmente continuo con esta depresión.
Depresión Tresjuncos-Puebla de Almenara
Situada entre la Sierra de Almenara y la alineación Almonacid - Fuentelespino.
Ocupada en casi toda su totalidad por arcillas y limos rojos y brechas y conglomerados.
Tiene una estructura interna sinclinal y dentro de ella se reconocen numerosos pliegues anticlinales y sinclinales.

### Hidrología
La aguas del término municipal de Puebla de Almenara pertenecen a la cuenca del río Guadiana a través de su afluente el río Cigüela.
El arroyo de la "cañada Andrés" nace al sureste de Puebla de Almenara, se junta con el de "los picorzos", dando lugar al arroyo de "las cañadas" que tras recibir los aportes de los arroyos de "la pesquera", el "cañuelo" y de la "herradura", se transforma en el "arroyo de la vega".
El "arroyo de la vega" abandona el término municipal por su parte norte, fluyendo en dirección a la "cañada de la hoz", donde kilómetros más abajo se unirá al río Cigüela. Básicamente el arroyo de la Vega recoge las aguas de la vertiente este de la cierra de Almenara y de la oeste de la alineación Almonacid-Fuentelespino.
Las aguas subterráneas se encuentran dentro del acuífero 19 denominado también unidad caliza de altomira.
La recarga del acuífero se realiza por infiltración del agua de lluvia. La descarga tiene lugar por drenajes de ríos, manantiales, pozos, escasos bombeos y por salidas subterráneas a otros sistemas.
Las aguas de este [acuífero han servido de abastecimiento a la localidad de Puebla de Almenara desde tiempos antiguos. El "pozo de la pesquera" fue hasta principios de los años 80 quien surtía de agua a la localidad desde 1967 con un caudal de 2 litros/segundo y una profundidad de 46 metros. Posteriormente se realizó un sondeo en 1981 en las coordenadas X=675.075, Y=576.90, Z=870 dando como resultado un caudal de 6 litros/ segundo situando el grupo motobomba a 80 metros. 
Entre los pozos más tradicionales dentro del término municipal destacan, el pozo La Mina (posiblemente el más antiguo y abrevadero dentro de un cordel que enlaza con la cañada real de Jábaga), La pesquera, La fuente del cura, la vega, la ermita, el bebedero y la fuente (dentro del casco urbano con agua de muy buena calidad[cita requerida] y actualmente en desuso).
El manantial de las pilillas y el de la primera huerta o huerta de don Tomás, son los dos más destacables en el término municipal.
|  |  |  |

### Formas cársticas
Las formas cársticas que se encuentran se deben a la disolución de yesos y posterior colapso. Encontramos dolinas de formas redondeadas u ovaladas pudiendo ser debidas al colapso como el caso de La Quebrada originadas por la disolución de los yesos subyacentes del Garum y actualmente con agua embalsada.
|  |  |  |

## Historia

### Prehistoria e historia antigua
El habitante más antiguo de la Puebla de Almenara al que se ha hecho referencia es un Hipparion, caballo prehistórico del Mioceno, que fue descubierto en 1875 en el cerro de la Cruz. Se pensaba que el origen de Puebla de Almenara estaba ligado al del castillo del mismo nombre, primero en el asentamiento del Lugarejo, pero tras las obras del parque eólico se descubrió una castro celtíbero, más concretamente un oppidum sitio habitado y fortificado de topografía elevada, con una torre circular según Don Luis Andrés Domingo Puertas autor de la comunicación y la excavación.
|  |  |

### Edad Media
En la Edad Media las tierras en las que se sitúa este municipio pertenecían a la encomienda de Villamayor de Santiago donde había una población llamada Almenara poblada ya en 1337, población que paso al municipio de Puebla de Almenara al siglo siguiente. El municipio, en su actual situación, fue creado a mediados del siglo XIV dentro del señorío de Villena otorgándosele una carta puebla en 1332 Entre las condiciones impuestas por don Juan Manuel a sus habitantes estaba la de pagar, a parte del diezmo eclesiástico un diezmo para el poseedor del señorío un diezmo de su producción agraria anual.   
La pretensión de don Juan era asentar una comunidad aldeana junto a la fortaleza que estaba labrando en aquella zona: "e vos que pobledes e fagades la puebla cerca del mio castillo de Almenara"; para ello tuvo que privar a los aldeanos de la Fuente de Domingo Pérez de la exclusividad del uso de su término haciéndolo mancomún con la nueva puebla y obligó a los habitantes de otras aldeas vecinas Aceñuela, San Miguel, Hontanaya y Almonacid a venderles las tierras sin cultivar que poseyeran junto a la nueva aldea.
A finales de ese siglo, hubo un levantamiento contra su señor Rodrigo de Cervera, al acumularse varios impuestos sobre la población, el pago del diezmo señorial, y el pago del diezmo eclesiástico, (aunque en algunos otros pueblos si fue suprimido), como consecuencia de esta presión fiscal, los habitantes del pueblo se levantaron contra su señor aprovechando el enfrentamiento entre el rey Enrique III y el marqués, el rey apoyo el levantamiento dado que había confirmado a través de una carta que eximía del pago del diezmo
En el año 1407 Pedro Sánchez Peralta del Consejo de Juan II creó el mayorazgo de Almenara a finales de este siglo fue vendido por su poseedora María Peralta al Cardenal Pedro González de Mendoza que lo compró el 13 de octubre de 1487. quedando de este modo ligado al mayorazgo a la los Mendoza que daría lugar al Marquesado de Almenara. Se pagaron cuatro millones de maravedies distribuidos como sigue:
- Un millón por la fortaleza de Puebla de Almenara.
- 2.645.000 maravedies por la heredad de Puebla de Almenara, derechos, pechos y la heredad de la Fuente.
- 150.000 por las casas y una huerta.
- 7.500 por la dehesa.
- 30.000 por la otra huerta con sus tierras.

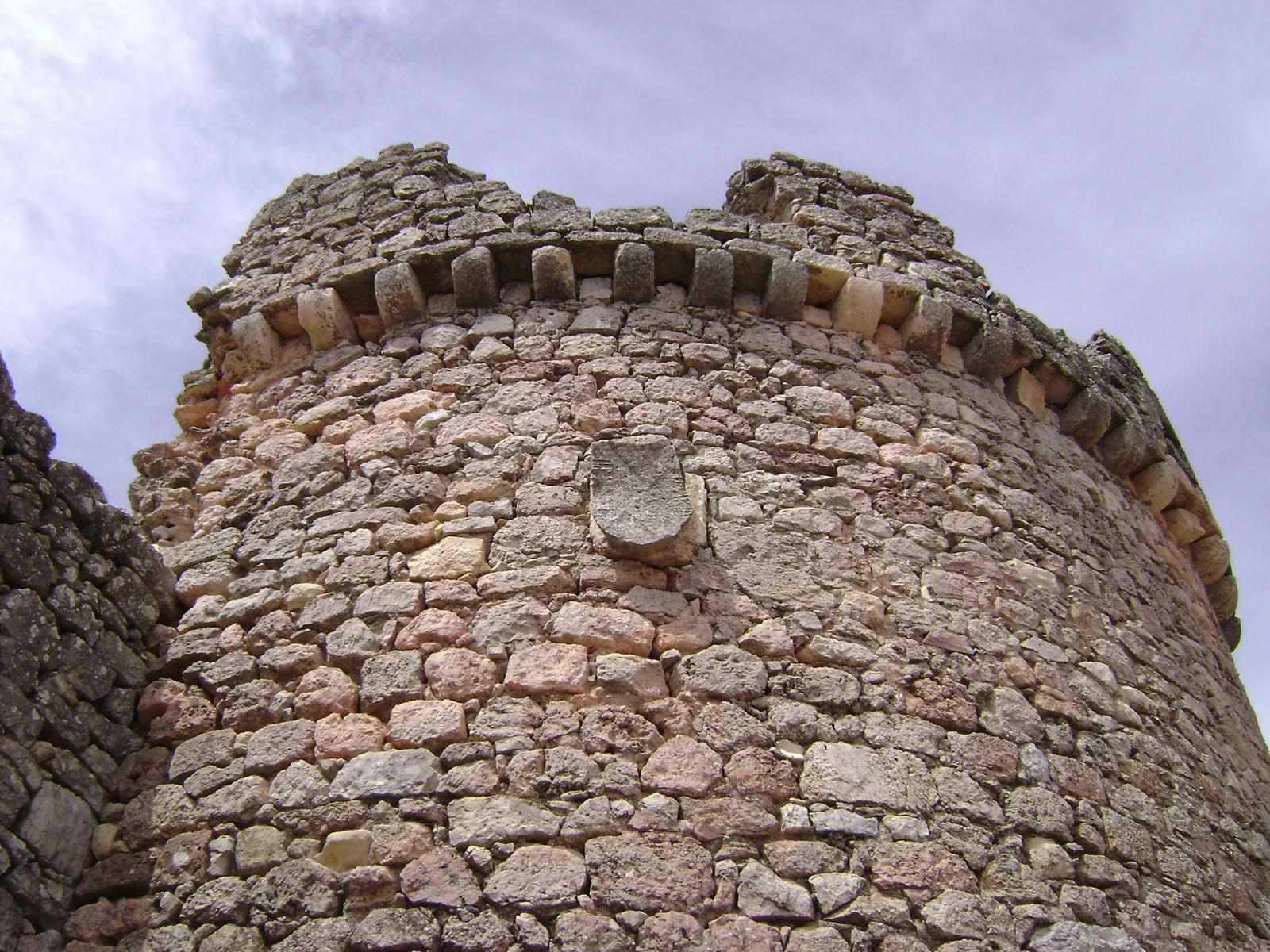
Escudo de la familia Mendoza.

### Historia moderna
Durante el reinado de Carlos I es de las localidades que menos pecheros tienen 97 en concreto. Estaba dentro de la tierra de Huete
Carlos I en 1553 concede facultad a Diego Hurtado de Mendoza y de la Cerda, conde de Mélito para que obligue sus bienes, especialmente Puebla de Almenara para asegurar la dote de su hija Ana de Mendoza con Ruy Gómez de Silva, príncipe de Eboli. A su muerte lo heredo Ana de Mendoza y de la Cerda.
En 1558 Juan de Cuenca Carrizo García y Calvo, futuro obispo de Cádiz y capellán de Felipe III realiza las pruebas de ingreso como religioso de la Orden de Santiago. Años más tarde en 1579 la Inquisición se interesó por la genealogía de Don Juan de Cuenca Carrizo. Paulo V notifica a Felipe III el nombramiento de Don Juan de Cuenca como obispo de Cádiz el 20 de agosto de 1612.

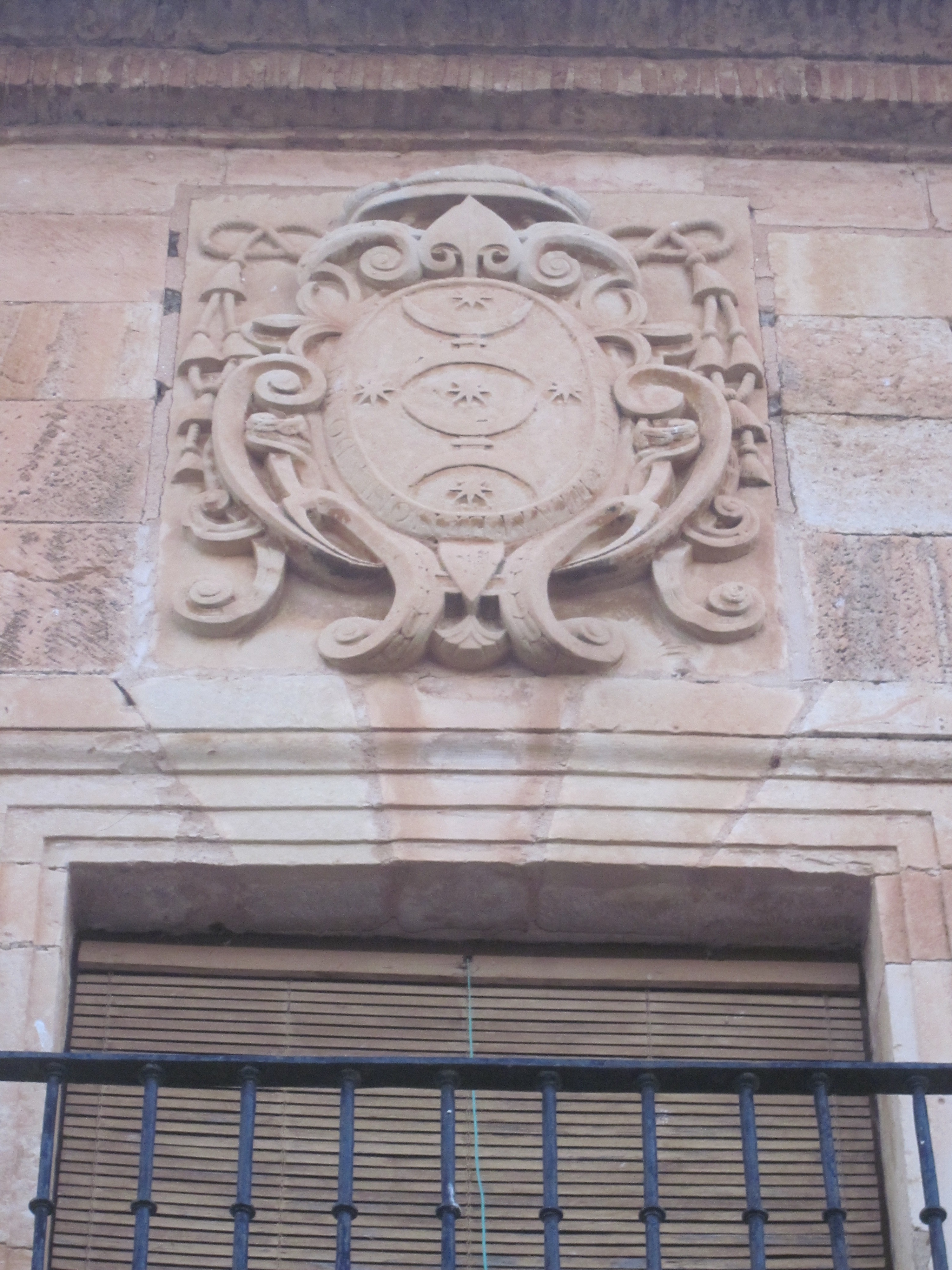
Escudo del Obispo Don Juan de Cuenca.

El rey Felipe II crea en el año 1587 el Marquesado de Almenara, a favor Íñigo López de Mendoza y Manrique de Luna, Señor de la Puebla de Almenara, Caballero de la Orden de Santiago.
Su padre fue Gaspar Hurtado de Mendoza, señor de Puebla de Almenara, hijo de Diego Hurtado de Mendoza y Lemos, I conde de Mélito.
Citado en varias fuentes, como en las relaciones topográficas de Felipe II donde cuenta que la población del pueblo era de 170 vecinos o en el Catastro de Ensenada,
En el año 1735 se notifica la mala conservación de su archivo.

### Historia contemporánea
Durante la Guerra de la Independencia Española un vecino de Puebla de Almenara, Andrés Sánchez, será detenido por la policía francesa a finales de noviembre de 1810 en la puerta de Atocha de Madrid, cuando llevaba documentos del gobierno español, siendo conducido a la Cárcel de Corte. Pasada la guerra, en 1815 solicitará un certificado de haber estado allí prisionero.
En el Diccionario geográfico y estadístico de España y Portugal (1826-1829) de Sebastián de Miñano aparece citado de la siguiente manera 

PUEBLA (la) DE ALMENARA, V. S, de España, provincia y obisp. de Cuenca, partido de Huete. A. O., 247 vec.,958 hab., 1 parroquia, 2 hospitales , 1 pósito. Situada en terreno llano, al E. y pie de la sierra Jarameña , en cuya cumbre hay un castillo armiñado y un santuario de Ntra. Señora de la Misericordia , de mucha devoción, con varios pozos abundantes de agua dulce. En la citada sierra Jarameña se crian muchas yerbas medicinales, y en ella se dieron muchas batallas contra los moros, según se refiere en la historia de la orden de Santiago. Produce granos, aceite, vino,patata y hortaliza. Ind.: alfarería. Dista 7 leguas de la cabeza de part., 12 de la capital, 4 de Tarancon, 4 de Belmonte y 3 de Ucles. Contribuye 10,707 rs. 8 mrs. Derechos engenados 3,665 rs. 3i mrs.
Diccionario geográfico y estadístico de España y Portugal (1826-1829) de Miñano y Bedoya, Sebastián de (1827). «Puebla de Almenara». Diccionario geográfico-estadístico de España y Portugal. tomo VII. Madrid: Imprenta de Pierart-Peralta. p. 134..

En el siglo XIX en las primeras referencias demográficas dan una población de 958 habitantes. A partir de los primeros censos oficiales, la población va en progresivo aumento hasta los 1123 habitantes a principios de siglo XX

## Demografía
Puebla de Almenara cuenta con una población de 312 habitantes (INE 2024).
| Gráfica de evolución demográfica de Puebla de Almenara entre 1842 y 2021                                            |
| |
| Población de derecho según los censos de población del INE Población de hecho según los censos de población del INE |

## Comunicaciones
- La carretera principal del municipio es la CM-311 que une Villarrubio con la carretera N-420
- A 20 kilómetros al norte, se encuentra la  Autovía del Este Madrid-Valencia

## Economía
La base económica del municipio es básicamente del sector primario, el cultivo de cereales, y en la sierra el cultivo de olivas

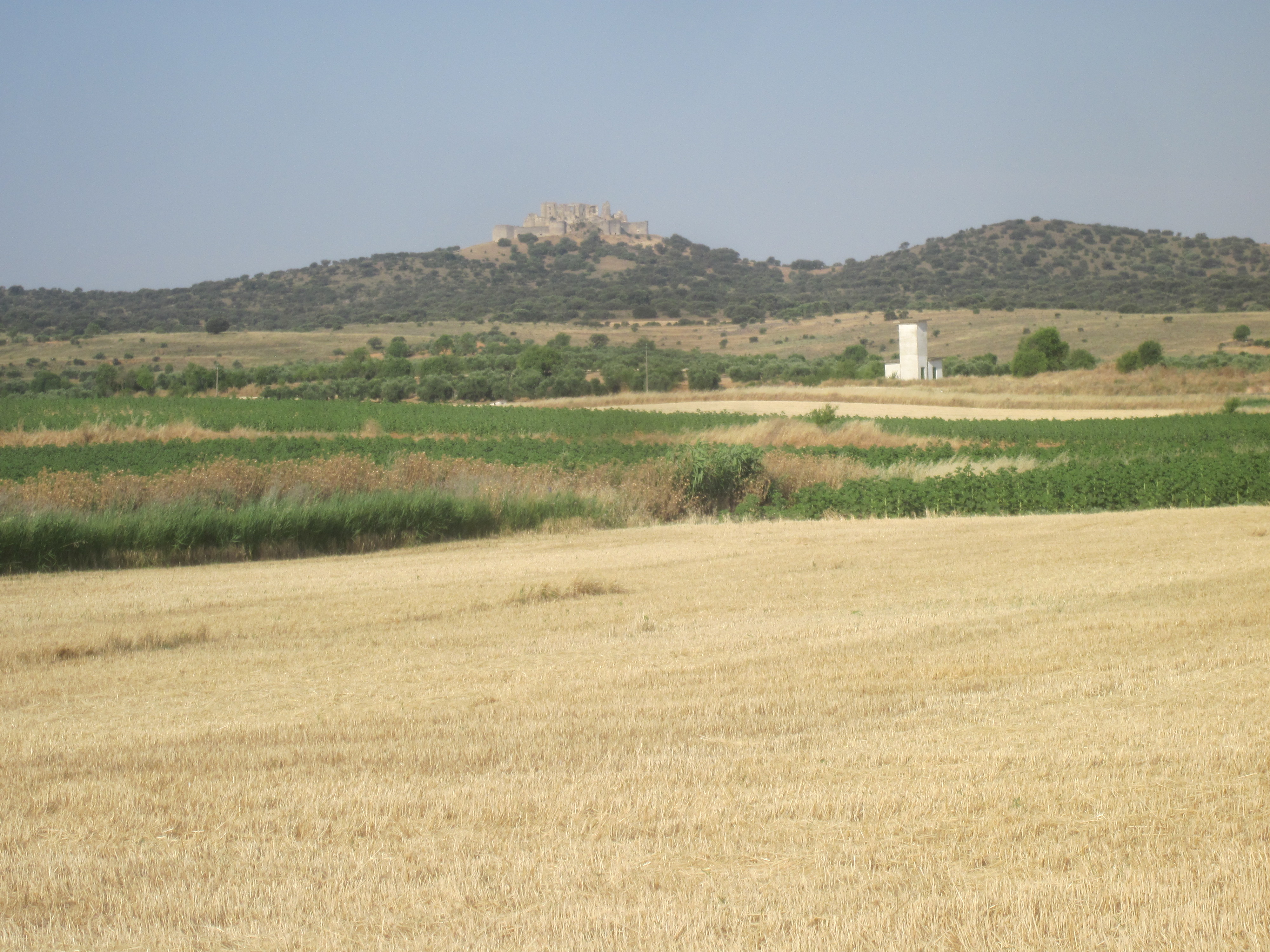
Vista desde las "pilillas" a la "pesquera" donde aparecen cereales, oleaginosas, olivos, encinas y monte bajo, como ejemplo de los usos del suelo y su estratificación en altura.

### Sector primario: agricultura y ganadería
De un total de 3,771.1 hectáreas de superficie, los usos que se dan quedan de la siguiente manera:
- Herbáceos 2616.7 hectáreas, siendo en su totalidad tierras arables.
- Leñosos 259.8 hectáreas, un 76 por ciento corresponde a olivares.
- Pastos 558 hectáreas.
- Especies forestales 208.2 hectáreas.
- Otros usos no agrícolas 120 hectáreas.
- Superficies especiales 9,4 hectáreas.

La importancia de la ganadería de pequeños rumiantes ha dejado huellas en forma de casas de labor y/o chozos que se encuentran dentro del término municipal y que hoy en día prácticamente están abandonadas o en ruina , pero ha aumentado la cabaña del sector del ovino de leche en una explotación nueva con muchas más cabezas de ganado en producción.
Desde el año 1996 existe  la explotación industrial de ganado vacuno de cebo  (Pozo la Mina C.B.).
La población no solo estaba asentada en el núcleo urbano, sino que se repartía por estas casas. Una característica común es la cercanía de un pozo para abrevar al ganado y corrales. Se construían principalmente en tapial a un agua aunque la casa de la pajarilla es la excepción. Ejemplos son la casa de la dehesilla, la casa de la vega, la casa de la quebrada, la casa de la aceñuela ("ciñuela"), casa de la fuente el cura, casa de la pajarilla, el chozo del piloto y el chozo de la urraca. Estas edificaciones permitían trashumancias y trasterminancias para un mejor aprovechamiento de los recursos debido a la aridez del clima.

### Sector secundario: Industria, construcción y energías renovables
Hay dos empresas de este sector una de industria y otra de construcción. A lo largo del año 2009 se instaló un parque eólico en el municipio y en los limítrofes de Villamayor de Santiago y Hontanaya

### Sector terciario: servicios
A fecha de 2007 cuenta con:
- Dos sucursales bancarias, una de Caja Castilla-La Mancha y otra de Caja Rural de Cuenca
- Tiene cuatro bares y un restaurante
- Establecimientos comerciales de alimentación, bebidas y tabaco
  - Dos panaderías
  - Un estanco
  - Una carnicería
- Establecimientos comerciales de productos no alimenticios
  - Uno de venta de combustible
  - Una farmacia
  - Una droguería
  - Una empresa de control de plagas Serint Conplag de ámbito regional[30]  www.serintconplag.com  dicha empresa ,es de las pocas de la C.L.M experta en el tratamiento de madera y control de termitas y xilófagos.

## Política

### Alcaldes
| Periodo   | Nombre                     | Partido |
| --------- | -------------------------- | ------- |
| 1979-1983 | Eugenio Jiménez            | UCD     |
| 1983-1987 | Eugenio Jiménez            | UCD     |
| 1987-1991 | Francisco Moreno Vara      | (PP)    |
| 1991-1995 | Francisco Moreno Vara      | (PP)    |
| 1995-1999 | Francisco Moreno Vara      | (PP)    |
| 1999-2003 | Francisco Moreno Vara      | (PP)    |
| 2003-2007 | Francisco Moreno Vara      | (PP)    |
| 2007-2011 | Luis Miguel Bustos Sánchez | (PSOE)  |
| 2011-2015 | Luis Miguel Bustos Sánchez | (PSOE)  |
| 2015-2019 | Luis Miguel Bustos Sánchez | (PSOE)  |
| 2019-2023 | Luis Miguel Bustos Sánchez | (PSOE)  |
| 2023-act. | Javier Ramírez Ruiz        | (PP)    |

### Elecciones Municipales
Las siguientes tablas muestran los resultados de las elecciones municipales celebradas en el año 2003, 2007, 2011, 2015. y 2023.
| Elecciones municipales, 25 de mayo de 2003 |       |         |            |
| Partido                                    | Votos | %       | Concejales |
| PP                                         | 199   | 49.75 % | 4          |
| PSOE                                       | 198   | 49.5 %  | 3          |

| Elecciones municipales, 27 de mayo de 2007 |       |         |            |
| Partido                                    | Votos | %       | Concejales |
| PSOE                                       | 227   | 52.55 % | 4          |
| PP                                         | 204   | 47.22 % | 3          |

| Elecciones municipales, 22 de mayo de 2011 |       |         |            |
| Partido                                    | Votos | %       | Concejales |
| PSOE                                       | 230   | 57.07 % | 4          |
| PP                                         | 172   | 42.68 % | 3          |

| Elecciones municipales, 24 de mayo de 2015 |       |        |            |
| Partido                                    | Votos | %      | Concejales |
| PSOE                                       | 186   | 53.76% | 4          |
| PP                                         | 158   | 45.66% | 3          |

| Elecciones municipales, 28 de mayo de 2023 |       |        |            |
| Partido                                    | Votos | %      | Concejales |
| PP                                         | 153   | 55.63% | 4          |
| PSOE                                       | 117   | 42.54% | 3          |

## Monumentos
- Castillo
- Iglesia de la Asunción
- Ermita de la Misericordia
- Casa palacio del obispo Don Juan de Cuenca
- Hospital de San Juan Bautista

### Castillo

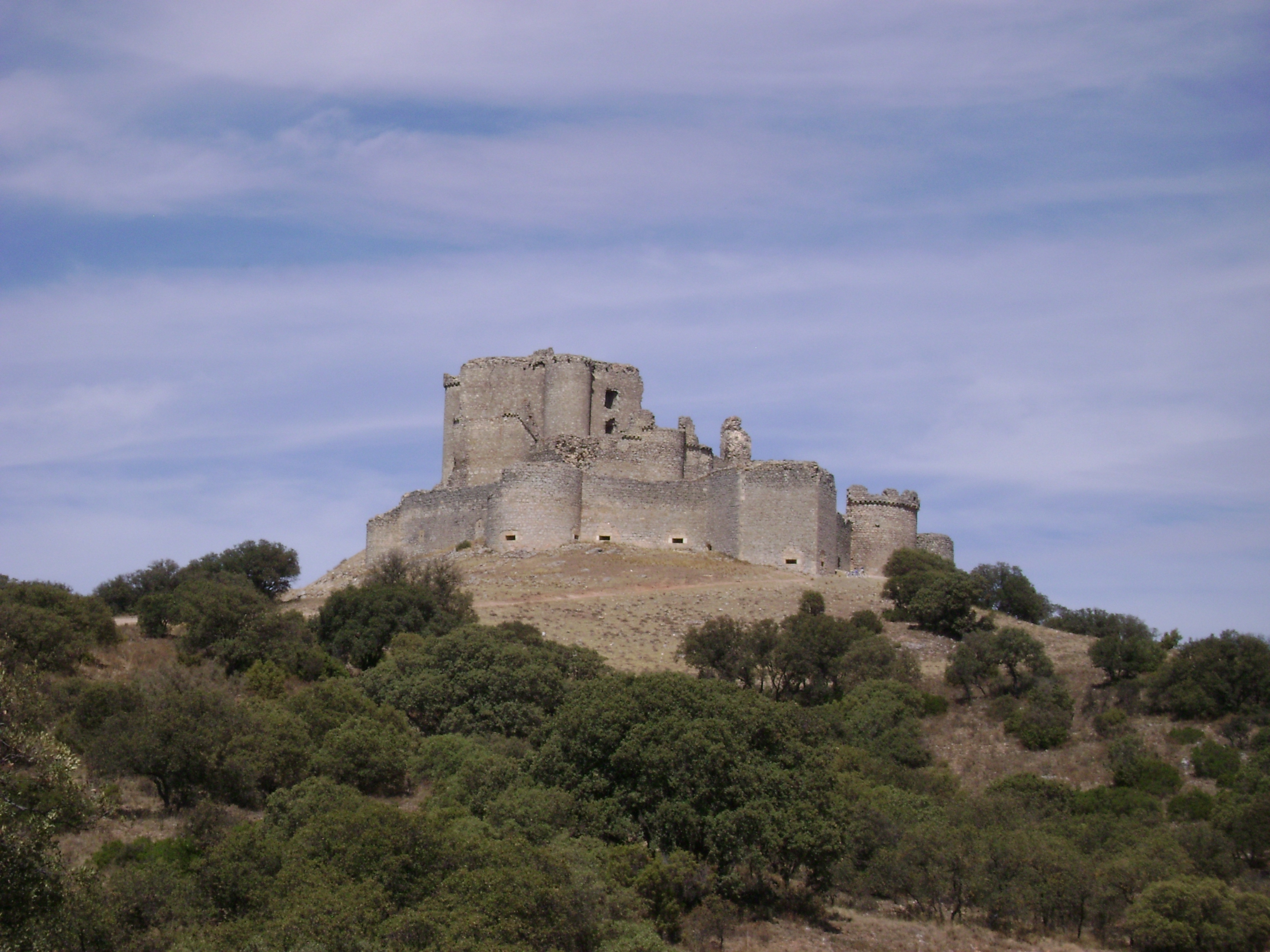
Castillo de Puebla de Almenara.

La etimología de la palabra Almenara,(Del ár. hisp. almanára, y este del ár. clás. manārah 'lugar donde hay luz', 'faro'), indica que en su origen sirvió para hacer señales a otras fortalezas.
La fortaleza andalusí anterior, es tomada por la Orden de Santiago en 1177.[cita requerida]
La orden de Santiago lo menciona en su archivo de la siguiente manera:

"Almenara, castillo llamado también Santiago de Jalameña, fabricado por la orden en suelo propio para refrenar a los moros del obispado de Cuenca: da sobrenombre a la Puebla de Almenara y se hace visible a gran parte de la Mancha Alta. Este castillo se debió hacer hacia 1177: Se conserva aún la cuenta de los gastos de su fábrica."
Lorenzo Hervás y Panduro. 1799

Situado en la sierra jarameña es una fortaleza reconstruida en los siglos siglo XIV y XV sobre un monumento anterior. Conserva algunas partes de los castillos medievales como pueda ser el recinto amurallado, la torre del homenaje, el patio central con aljibe, sótanos, caballerizas
El castillo estaba en tierra del infante don Juan Manuel quien dio la carta puebla al municipio para su repoblación, perteneció más tarde a los Mendoza época en la cual se supone que termina su construcción, así sobre una de las torres del edificio, aparece un escudo con las armas de la familia de los Mendoza.
En el siglo XVI perteneció a la princesa de Éboli, doña Ana de Mendoza y de la Cerda, habiéndolo heredado de su padre Diego Hurtado de Mendoza.
Tiene el castillo una declaración genérica del Decreto de 22 de abril de 1949. Ley 16/1985 sobre el Patrimonio histórico Español

### Iglesia de la Asunción
Construida en los siglos XVI y XVII destacar en su interior dos capillas en una de las cuales se encuentra el enterramiento de Don Juan de Cuenca Obispo de Cádiz destaca una escultura funeraria del mismo.

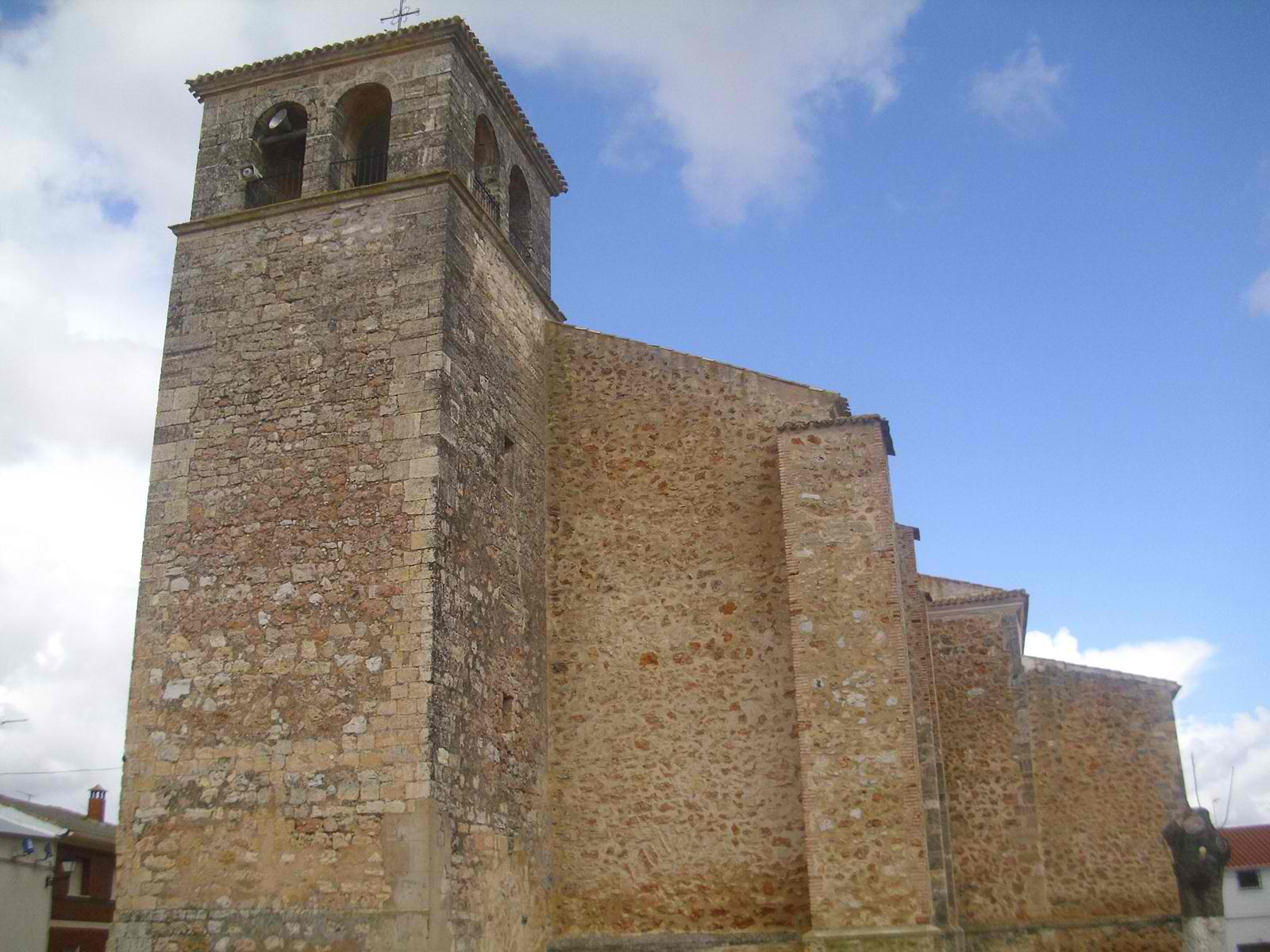
Iglesia de Ntra. Sra de la Asunción.
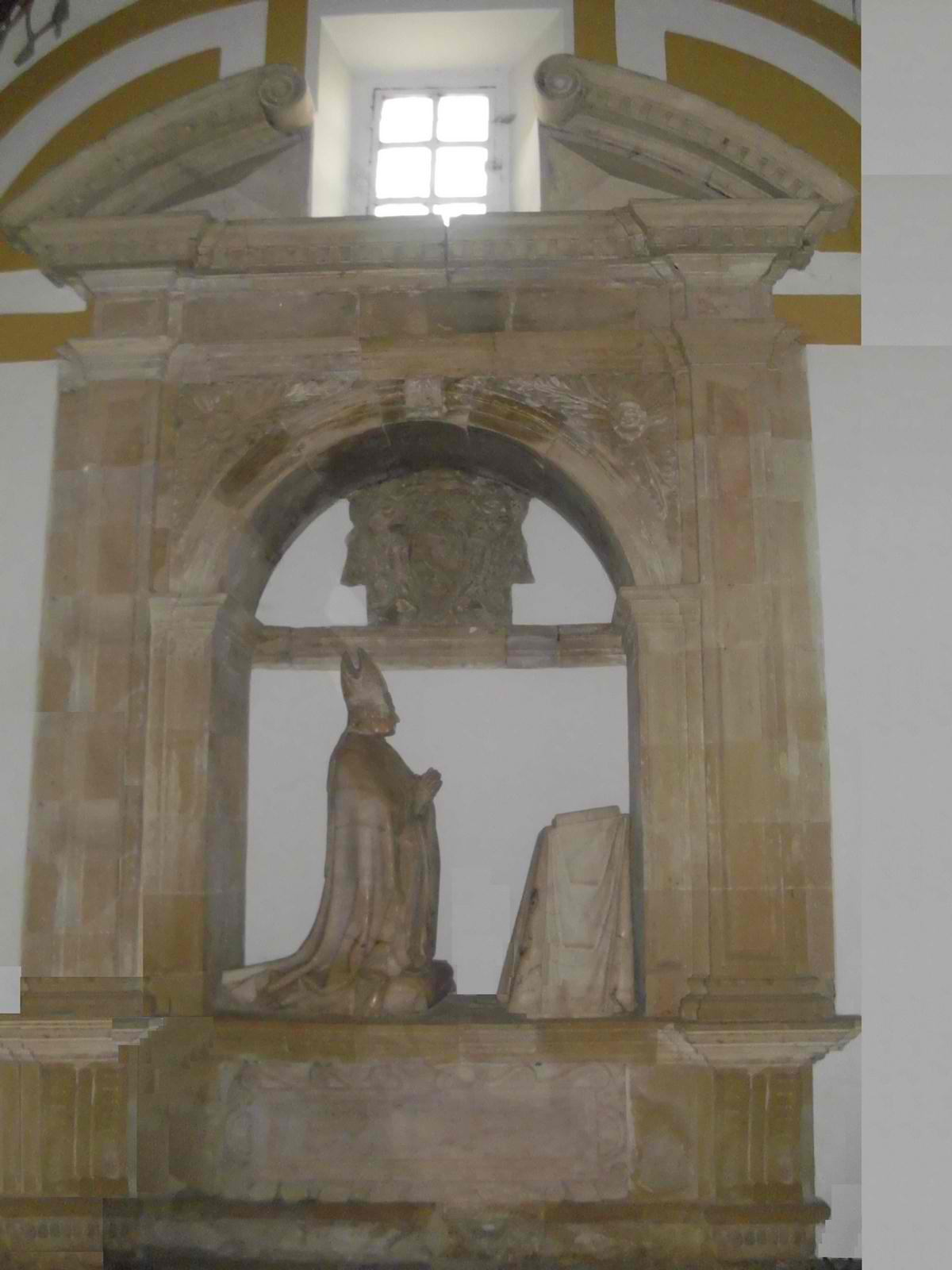
Tumba del obispo don Juan de Cuenca en una de las capillas de la iglesia.

### Ermita de la Misericordia
En 1612 Pedro de Priego, vecino y mayordomo de la cercana ermita de Ntra. Sra. de la Misericordia exponía como el Castillo de dicha villa ha muchos años que está arruinado por no haberle reparado los señores de el «y pide que» con los despojos de él se reparase e hiciese una ermita a Ntra. Sra.
A las afueras de la población, se encuentra la ermita de la Misericordia con iglesia, habitaciones de romeros y casa del santero, en cuyo interior se encuentra un importante retablo barroco. Aquí esta la Virgen, patrona del municipio cuya fiesta se celebra el 8 de septiembre

### Casa palacio del obispo Don Juan de Cuenca

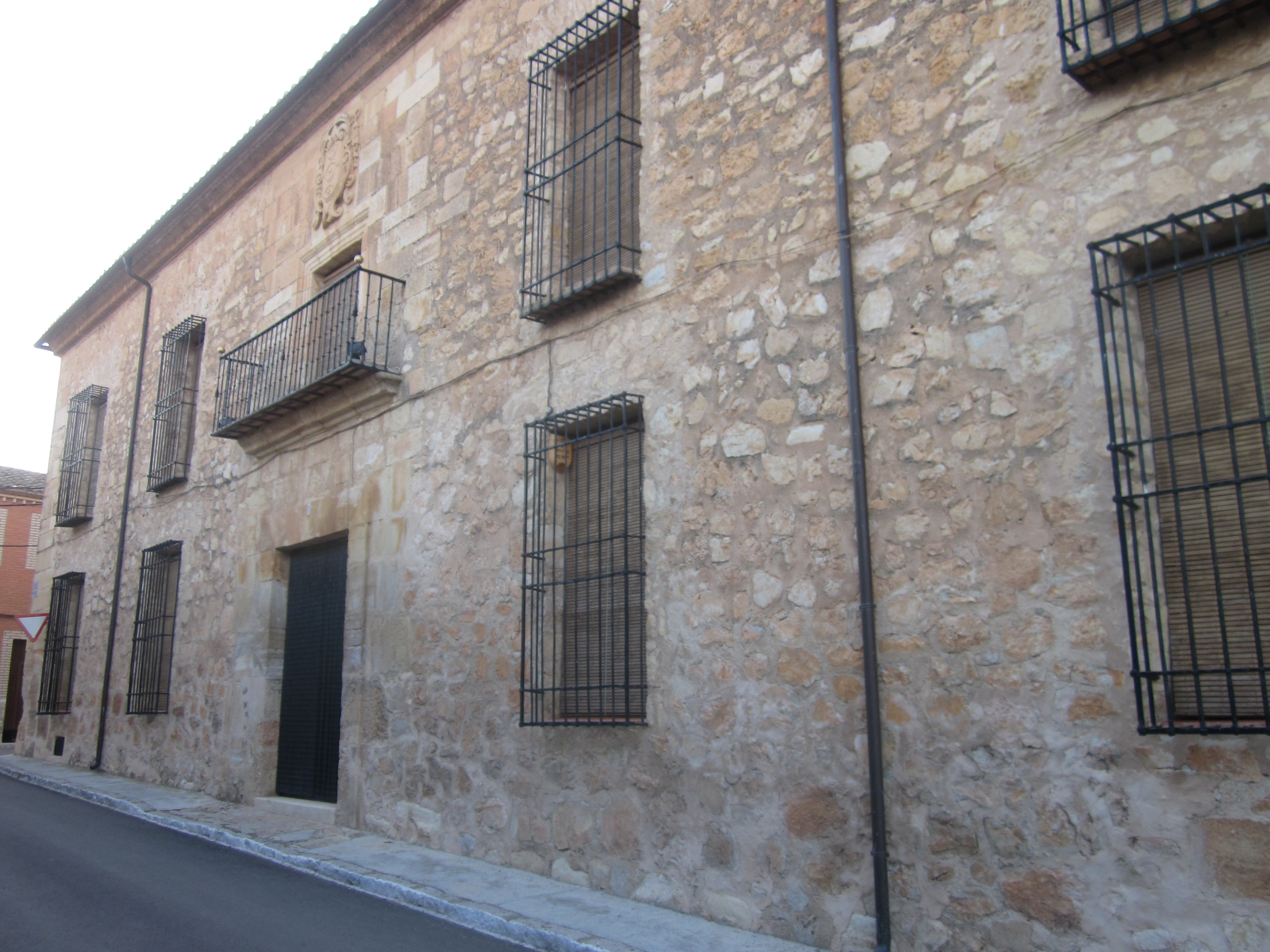
Casa del Obispo Don Juan de Cuenca. Puebla de Almenara. Cuenca.

Situado en la calle nueva perteneció al obispo Don Juan de Cuenca (obispo de Cádiz entre 1612 y 1623). Casona del siglo XVII su escudo en la fachada reza, Calicem salutaris accipiam et nomen Domini invocabo, que significa, “el cáliz de salvación recibiré y el nombre del Señor invocaré”

### Hospital de San Juan Bautista
Don Juan de Cuenca obispo de Cádiz y Algeciras, del consejo de S.M. del Orden de Caballería del bienaventurado Apóstol Santiago, nacido en Puebla de Almenara, fundó en 1619 el hospital de San Juan Bautista para recogimiento de pobres viejos a través de un patronazgo, dejando bienes para su mantenimiento bajo protección y amparo del Marquesado de Almenara
La renta en maravedis asignada para dicho hospital sin contar las tierras ascendía a 644.053.
En palabras del propio obispo "...no podrán prescindir por ningún genero de prescripción y sean indivisibles y no puedan ser vendidas ni enagenadas ni hipotecadas ni obligadas aunque sea para mayor utilidad ni beneficio del hospital".
Las escrituras, documentos y rentas se guardaban en una caja con tres llaves, una para el patrón otra para el administrador y otra para el capellán más antiguo del hospital.
El hospital poseía tierras en el término municipal de Puebla de Almenara y Villarejo de Fuentes.
El hospital debía sufragar los gastos de un maestro que enseñara a leer y escribir a los niños de la villa, por valor de 12.000 maravedis al año.
Se debía repartir 100 ducados entre los pobres de la villa, 50 en la festividad de San Juan Bautista y el resto en Navidad, no recibiendo ninguno más de diez ni menos de seis.
El primer patrón fue su sobrino, Antonio de Mendoza Pina.
El hospital se encontraba en el actual emplazamiento de la piscina municipal.[cita requerida]
- Fundación y congregación de bienes a un patronazgo. Hospital de San Juan Bautista, 1619.
- Fundación y dotación del Hospital de San Juan Bautista, Puebla de Almenara, Cuenca, 1619

## Leyenda de Munio Sancho de Hinojosa
La leyenda de Munio Sancho de Hinojosarecogida por Washington Irving tiene como escenario final las llanuras de Almanara un lugar en las cercanías de Uclés donde el caballero protagonista pierde la vida en una batalla ante los moros.
"One battle more," replied Don Munio, "one battle more, for the honor of Castile, and I here make a vow, that when this is over, I will lay by my sword, and repair with my cavaliers in pilgrimage to the sepulchre of our Lord at Jerusalem." The cavaliers all joined with him in the vow, and Donna Maria felt in some degree soothed in spirit: still, she saw with a heavy heart the departure of her husband, and watched his banner with wistful eyes, until it disappeared among the trees of the forest,
The King of Castile led his army to the plains of Almanara, where they encountered the Moorish host, near to Ucles. The battle was long and bloody; the Christians repeatedly wavered, and were as often rallied by the energy of their commanders. Don Munio was covered with wounds, but refused to leave the field. The Christians at length gave way, and the king was hardly pressed, and in danger of being captured.
Don Munio called upon his cavaliers to follow him to the rescue. "Now is the time," cried he, "to prove your loyalty. Fall to, like brave men! We fight for the true faith, and if we lose our lives here, we gain a better life hereafter."
Rushing with his men between the king and his pursuers, they checked the latter in their career, and gave time for their monarch to escape; but they fell victims to their loyalty. They all fought to the last gasp. Don Munio was singled out by a powerful Moorish knight, but having been wounded in the right arm, he fought to disadvantage, and was slain. The battle being over, the Moor paused to possess himself of the spoils of this redoubtable Christian warrior. When he unlaced the helmet, however, and beheld the countenance of Don Munio, he gave a great cry, and smote his breast. "Woe is me!" cried he: "I have slain my benefactor! The flower of knightly virtue! the most magnanimous of cavaliers!"
Inscripciones en las lápidas funerarias del monasterio de silos, así como otros autores indican los campos de Almenara como lugar de la refriega.
 Por lo tanto en algún lugar en las cercanías del Castillo de Puebla de Almenara o en el actual término municipal se debería situar el final del caballero Don Munio Sancho de Hinojosa que al punto de perder la vida se presentó ante el Santo Sepulcro de Jerusalén junto a sus caballeros para dar cumplimiento a su promesa.

## Fiestas

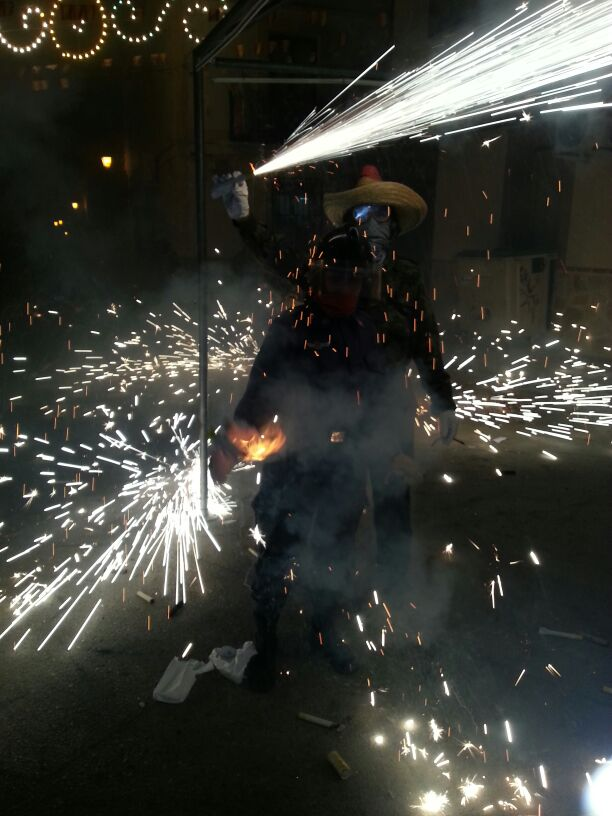
Dentro de las carretillas, disfrutando del fuego.

Fiestas patronales en honor de la Virgen de la Misericordia y el Cristo de La Piedad
Las fiestas patronales de Puebla de Almenara se celebran entre los días 6 y 12 de septiembre.
El día 6 por la noche es la coronación de las damas de ese año.
El día 7 son las vísperas en la Ermita, donde se acercan los romeros a rezar y velar a la Virgen. Después del rezo de la Salve tiene lugar La Pólvora, que tradicionalmente se realizaba en lo alto de la Sierra Jarameña, pero que por motivos de seguridad se realiza en las afueras del casco urbano.  
El día 8 es la festividad de la Virgen, y comienza con una procesión en la Ermita seguida de una Misa. Por la tarde el pueblo queda en calma, hasta que después del rezo del Credo (liturgia)Credo en la iglesia parroquial, se sueltan los tradicionales toros de fuego. Estos dan paso a las Carretillas que son a pequeña escala una Cordada.Las carretillas comienzan con la reunión de los participantes en la plaza del ayuntamiento y desfile calle Mayor abajo al son de La muerte tenía un precio de Ennio Morricone, que se han convertido en su himno.
El día 9, se celebra el día del Cristo con procesión por las calles de la Puebla y posterior misa. Por la tarde si el tiempo no lo impide, hay una corrida de toros pero los aficionados taurinos pueden seguir disfrutando con los tradicionales encierros por la noche. Después de los toros, la decana de las peñas de la Puebla, La Peña El Tinajo, inicia el galopeo por las calles de la Puebla.
El día 10, se sueltan vaquillas, y tienen lugar el concurso de disfraces y el tradicional concurso de paellas.
Las fiestas acaban el día 12 con una comida popular en la plaza del ayuntamiento.
Las noches de los días de fiesta son amenizadas por distintas orquestas en la verbena.
San Isidro
Se celebra el 15 de mayo o en un fin de semana próximo, según acuerden los agricultores. Se saca en procesión a San Isidro, se celebra una misa y una posterior comida de hermandad entre el pueblo.
San Bartolo (San Bartolomé)
Se celebra el 24 de agosto. Muy temprano la Virgen abandona el pueblo en procesión hacía la Ermita. La noche anterior se le ha rezado la salve en la parroquia y en los nueve días previos un novenario.
La bajada
Originariamente se celebraba el día de Pentecostés, pero fue trasladada al sábado justo antes de ese día.
La Virgen baja al pueblo y recorre sus calles en procesión. Al hacer su entrada triunfal en la parroquia se prende una gran traca.
Los santos
Se celebran la noche del 31 de octubre. Tradicionalmente los jóvenes se reunían y reúnen en torno a la lumbre para cenar y acabar tomando chocolate con papartas. Aunque las tradiciones importadas de la cultura anglosajona han hecho su aparición, este día sigue siendo de importancia para los puebleños. A la mañana siguiente se celebra misa en el cementerio. Entre los cazadores perdura la costumbre de no salir a cazar el día 1 de noviembre, ya que puede traer mala suerte y "Las liebres se ponen de manos y los plomos no las hieren" tampoco se guisan las tradicionales Gachas manchegas ya que los difuntos vienen a mojar el dedo en el perol.